# Jamele Mason
Pour les articles homonymes, voir Mason.
Jamele Mason (né le 19 octobre 1989 au Texas) est un athlète portoricain, spécialiste du 400 mètres haies.
Son meilleur temps est de 49 s 30, obtenu à Lubbock, le 2 avril 2011, porté en juin 2012 à Des Moines à 48 s 88.